# Ski acrobatique aux Jeux olympiques de 2014 - Bosses hommes
Navigation
Vancouver 2010 Pyeongchang 2018
L'épreuve masculine des bosses aux Jeux olympiques d'hiver de 2014 a lieu le 10 février 2014 à 18 h 00 puis à 22 h 00 au parc extrême Rosa Khutor. L'épreuve est présente depuis les Jeux olympiques de 1992 qui se sont déroulés à Albertville, soit lors de l'apparition officielle du ski acrobatique au programme olympique. Le tenant du titre est le canadien Alexandre Bilodeau qui a remporté l'épreuve à Vancouver en 2010 devant l'australien Dale Begg-Smith, médaille d'argent, et l'américain Bryon Wilson, médaille de bronze.
L'épreuve est remportée par le Canadien Alexandre Bilodeau devant son compatriote Mikaël Kingsbury et le Russe Alexandr Smyshlyaev.

## Médaillés
| Or                       | Argent                 | Bronze                    |
| Alexandre Bilodeau (CAN) | Mikaël Kingsbury (CAN) | Alexandr Smyshlyaev (RUS) |

## Résultats

### Qualifications
Au premier tour de qualification, les dix meilleurs athlètes se qualifient directement pour la finale. Les autres participent au deuxième tour de qualification.

#### Qualification 1
QF — Qualifié directement pour la finale
DNS — N'a pas commencé
DNF — N'a pas terminé
| Rang | Dossard | Nom                 | Country      | Temps | Score   | Score | Score | Total | Notes |
| Rang | Dossard | Nom                 | Country      | Temps | Virages | Air   | Temps | Total | Notes |
| ---- | ------- | ------------------- | ------------ | ----- | ------- | ----- | ----- | ----- | ----- |
| 1    | 1       | Alexandre Bilodeau  | Canada       | 25,03 | 12,8    | 5,70  | 6,20  | 24,70 | QF    |
| 2    | 2       | Mikaël Kingsbury    | Canada       | 25,75 | 12,5    | 5,45  | 5,86  | 23,81 | QF    |
| 3    | 5       | Alexandr Smyshlyaev | Russie       | 25,07 | 12,5    | 4,84  | 6,18  | 23,52 | QF    |
| 4    | 4       | Sho Endo            | Japon        | 25,19 | 12,0    | 5,26  | 6,12  | 23,38 | QF    |
| 5    | 7       | Marc-Antoine Gagnon | Canada       | 25,44 | 11,6    | 5,30  | 6,00  | 22,90 | QF    |
| 6    | 12      | Philippe Marquis    | Canada       | 25,65 | 11,2    | 11,2  | 5,91  | 22,43 | QF    |
| 7    | 9       | Dmitriy Reiherd     | Kazakhstan   | 24,93 | 11,6    | 4,02  | 6,24  | 21,86 | QF    |
| 8    | 6       | Bradley Wilson      | États-Unis   | 23,39 | 10,9    | 3,81  | 6,97  | 21,68 | QF    |
| 9    | 28      | Brodie Summers      | Australie    | 25,73 | 10,8    | 4,89  | 5,87  | 21,56 | QF    |
| 10   | 10      | Matt Graham         | Australie    | 24,36 | 10,2    | 4,82  | 6,51  | 21,53 | QF    |
| 11   | 30      | Pavel Kolmakov      | Kazakhstan   | 25,73 | 11,0    | 4,53  | 5,87  | 21,40 |       |
| 12   | 38      | Aleksey Pavlenko    | Russie       | 24,88 | 10,2    | 4,31  | 6,27  | 20,78 |       |
| 13   | 16      | Nobuyuki Nishi      | Japon        | 24,98 | 10,6    | 3,85  | 6,22  | 20,67 |       |
| 14   | 35      | Giacomo Matiz       | Italie       | 26,48 | 10,7    | 4,40  | 5,51  | 20,61 |       |
| 15   | 25      | Choi Jae-Woo        | Corée du Sud | 24,61 | 9,0     | 5,16  | 6,40  | 20,56 |       |
| 16   | 34      | Ludvig Fjällström   | Suède        | 26,33 | 10,2    | 4,60  | 5,58  | 20,38 |       |
| 17   | 32      | Per Spett           | Suède        | 25,05 | 9,0     | 5,05  | 6,19  | 20,24 |       |
| 18   | 37      | Andrey Volkov       | Russie       | 25,58 | 10,2    | 3,90  | 5,94  | 20,04 |       |
| 19   | 11      | Dale Begg-Smith     | Australie    | 25,06 | 9,7     | 3,86  | 6,18  | 19,74 |       |
| 20   | 27      | Jimi Salonen        | Finlande     | 24,53 | 8,9     | 4,31  | 6,43  | 19,64 |       |
| 21   | 36      | Sam Hall            | Australie    | 24,52 | 8,7     | 3,65  | 6,44  | 18,79 |       |
| 22   | 21      | Anthony Benna       | France       | 24,15 | 8,8     | 3,05  | 6,61  | 18,46 |       |
| 23   | 24      | Jussi Penttala      | Finlande     | 24,86 | 7,5     | 4,21  | 6,28  | 17,99 |       |
| 24   | 26      | Sergey Volkov       | Russie       | 27,64 | 3,6     | 2,20  | 4,97  | 10,77 |       |
| 25   | 3       | Patrick Deneen      | États-Unis   | 23,64 | 1,1     | 2,41  | 6,85  | 10,36 |       |
| 26   | 29      | Arttu Kiramo        | Finlande     | 27,18 | 1,2     | 2,71  | 5,18  | 9,09  |       |
|      | 31      | Dmitriy Barmashov   | Kazakhstan   |       |         |       |       | DNF   |       |
|      | 19      | Ville Miettunen     | Finlande     |       |         |       |       | DNF   |       |
|      | 33      | Benjamin Cavet      | France       |       |         |       |       | DNF   |       |

#### Qualification 2
| Rang | Dossard | Nom               | Nationalité  | Temps | Score   | Score | Score | Total | Notes |
| Rang | Dossard | Nom               | Nationalité  | Temps | Virages | Air   | Temps | Total | Notes |
| ---- | ------- | ----------------- | ------------ | ----- | ------- | ----- | ----- | ----- | ----- |
| 1    | 3       | Patrick Deneen    | États-Unis   | 24,71 | 11,5    | 4,53  | 6,35  | 22,38 | Q     |
| 2    | 25      | Choi Jae-Woo      | Corée du Sud | 26,08 | 10,9    | 5,30  | 5,70  | 21,90 | Q     |
| 3    | 27      | Jimi Salonen      | Finlande     | 25,26 | 10,9    | 4,86  | 6,09  | 21,85 | Q     |
| 4    | 30      | Pavel Kolmakov    | Kazakhstan   | 25,75 | 11,5    | 4,34  | 5,86  | 21,70 | Q     |
| 5    | 37      | Andrey Volkov     | Russie       | 25,43 | 10,6    | 4,58  | 6,01  | 21,19 | Q     |
| 6    | 38      | Aleksey Pavlenko  | Russie       | 25,61 | 11,0    | 4,04  | 5,92  | 20,96 | Q     |
| 7    | 34      | Ludvig Fjällström | Suède        | 25,44 | 9,9     | 4,60  | 6,00  | 20,50 | Q     |
| 8    | 16      | Nobuyuki Nishi    | Japon        | 25,96 | 11,0    | 3,65  | 5,76  | 20,41 | Q     |
| 9    | 33      | Benjamin Cavet    | France       | 25,37 | 9,4     | 4,68  | 6,04  | 20,12 | Q     |
| 10   | 32      | Per Spett         | Suède        | 25,81 | 9,4     | 4,88  | 5,83  | 20,11 | Q     |
| 11   | 35      | Giacomo Matiz     | Italie       | 26,64 | 9,7     | 3,96  | 5,44  | 19,10 |       |
| 12   | 29      | Arttu Kiramo      | Finlande     | 26,17 | 9,1     | 3,97  | 5,66  | 18,73 |       |
| 13   | 21      | Anthony Benna     | France       | 24,24 | 6,7     | 3,65  | 6,57  | 16,92 |       |
| 14   | 36      | Sam Hall          | Australie    | 27,54 | 3,4     | 3,09  | 5,01  | 11,50 |       |
| 15   | 11      | Dale Begg-Smith   | Australie    | 28,39 | 2,3     | 2,74  | 4,61  | 9,35  |       |
| 16   | 31      | Dmitriy Barmashov | Kazakhstan   | 32,87 | 0,3     | 2,41  | 2,50  | 5,21  |       |
|      | 24      | Jussi Penttala    | Finlande     |       |         |       |       | DNF   |       |
|      | 26      | Sergey Volkov     | Russie       |       |         |       |       | DNF   |       |
|      | 19      | Ville Miettunen   | Finlande     |       |         |       |       | DNS   |       |

### Finales
Les finales commencent à 19:00

#### Finale 1
| Rang | Dossard | Nom                 | Country      | Temps | Score   | Score | Score | Total | Notes |
| Rang | Dossard | Nom                 | Country      | Temps | Virages | Air   | Temps | Total | Notes |
| ---- | ------- | ------------------- | ------------ | ----- | ------- | ----- | ----- | ----- | ----- |
| 1    | 5       | Alexandr Smyshlyaev | Russie       | 25,14 | 12,7    | 5,52  | 6,15  | 24,37 | Q     |
| 2    | 12      | Philippe Marquis    | Canada       | 24,58 | 12,4    | 5,51  | 6,41  | 24,32 | Q     |
| 3    | 2       | Mikaël Kingsbury    | Canada       | 26,32 | 12,4    | 6,32  | 5,59  | 24,31 | Q     |
| 4    | 7       | Marc-Antoine Gagnon | Canada       | 25,79 | 11,8    | 5,81  | 5,84  | 23,45 | Q     |
| 5    | 9       | Dmitriy Reiherd     | Kazakhstan   | 25,21 | 12,1    | 4,89  | 6,11  | 23,10 | Q     |
| 6    | 33      | Benjamin Cavet      | France       | 25,85 | 11,5    | 5,66  | 5,81  | 22,97 | Q     |
| 7    | 10      | Matt Graham         | Australie    | 24,85 | 11,4    | 4,81  | 6,28  | 22,49 | Q     |
| 8    | 1       | Alexandre Bilodeau  | Canada       | 24,78 | 11,0    | 5,17  | 6,32  | 22,49 | Q     |
| 9    | 3       | Patrick Deneen      | États-Unis   | 24,67 | 11,6    | 4,30  | 6,37  | 22,27 | Q     |
| 10   | 25      | Choi Jae-Woo        | Corée du Sud | 25,27 | 10,6    | 5,43  | 6,08  | 22,11 | Q     |
| 11   | 30      | Pavel Kolmakov      | Kazakhstan   | 25,30 | 11,0    | 4,75  | 6,07  | 21,82 | Q     |
| 12   | 32      | Per Spett           | Suède        | 25,17 | 10,9    | 4,78  | 6,13  | 21,81 | Q     |
| 13   | 28      | Brodie Summers      | Australie    | 25,73 | 11,4    | 4,51  | 5,87  | 21,78 |       |
| 14   | 16      | Nobuyuki Nishi      | Japon        | 24,73 | 11,4    | 3,99  | 6,34  | 21,73 |       |
| 15   | 4       | Sho Endo            | Japon        | 25,53 | 10,6    | 5,17  | 5,96  | 21,73 |       |
| 16   | 38      | Aleksey Pavlenko    | Russie       | 24,90 | 10,8    | 4,60  | 6,26  | 21,66 |       |
| 17   | 37      | Andrey Volkov       | Russie       | 26,17 | 11,4    | 4,58  | 5,66  | 21,64 |       |
| 18   | 27      | Jimi Salonen        | Finlande     | 24,77 | 9,5     | 4,93  | 6,32  | 20,75 |       |
| 19   | 34      | Ludvig Fjällström   | Suède        | 25,30 | 9,5     | 4,26  | 6,07  | 19,83 |       |
| 20   | 6       | Bradley Wilson      | États-Unis   | 24,83 | 1,5     | 2,11  | 6,29  | 9,90  |       |

#### Finale 2
| Rang | Dossard | Nom                 | Country      | Temps | Score   | Score | Score | Total | Notes |
| Rang | Dossard | Nom                 | Country      | Temps | Virages | Air   | Temps | Total | Notes |
| ---- | ------- | ------------------- | ------------ | ----- | ------- | ----- | ----- | ----- | ----- |
| 1    | 2       | Mikaël Kingsbury    | Canada       | 26,37 | 12,5    | 6,47  | 5,57  | 24,54 | Q     |
| 2    | 7       | Marc-Antoine Gagnon | Canada       | 25,61 | 12,2    | 6,04  | 5,92  | 24,16 | Q     |
| 3    | 1       | Alexandre Bilodeau  | Canada       | 25,91 | 12,2    | 5,91  | 5,78  | 23,89 | Q     |
| 4    | 5       | Alexandr Smyshlyaev | Russie       | 25,22 | 12,6    | 5,14  | 6,11  | 23,85 | Q     |
| 5    | 9       | Dmitriy Reiherd     | Kazakhstan   | 24,71 | 12,2    | 4,93  | 6,35  | 23,48 | Q     |
| 6    | 3       | Patrick Deneen      | États-Unis   | 24,00 | 11,7    | 4,94  | 6,68  | 23,32 | Q     |
| 7    | 10      | Matt Graham         | Australie    | 25,08 | 12,1    | 5,04  | 6,17  | 23,31 |       |
| 8    | 33      | Benjamin Cavet      | France       | 26,31 | 11,0    | 5,87  | 5,59  | 22,46 |       |
| 9    | 12      | Philippe Marquis    | Canada       | 24,07 | 10,1    | 5,50  | 6,65  | 22,25 |       |
| 10   | 30      | Pavel Kolmakov      | Kazakhstan   | 25,73 | 10,7    | 3,46  | 5,87  | 20,03 |       |
| 11   | 32      | Per Spett           | Suède        | 27,39 | 3,5     | 4,88  | 5,09  | 13,47 |       |
|      | 25      | Choi Jae-Woo        | Corée du Sud |       |         |       |       | DNF   |       |

#### Finale 3
| Rang                                | Dossard | Athlète             | Pays       | Temps | Score   | Score | Score | Total | Notes |
| Rang                                | Dossard | Athlète             | Pays       | Temps | Virages | Air   | Temps | Total | Notes |
| ----------------------------------- | ------- | ------------------- | ---------- | ----- | ------- | ----- | ----- | ----- | ----- |
| Médaille d'or, Jeux olympiques      | 1       | Alexandre Bilodeau  | Canada     | 24,81 | 13,1    | 6,91  | 6,30  | 26,31 |       |
| Médaille d'argent, Jeux olympiques  | 2       | Mikaël Kingsbury    | Canada     | 25,25 | 12,0    | 6,62  | 6,09  | 24,71 |       |
| Médaille de bronze, Jeux olympiques | 5       | Alexandr Smyshlyaev | Russie     | 24,94 | 12,4    | 5,70  | 6,24  | 24,34 |       |
| 4                                   | 7       | Marc-Antoine Gagnon | Canada     | 25,56 | 11,5    | 5,90  | 5,95  | 23,35 |       |
| 5                                   | 9       | Dmitriy Reiherd     | Kazakhstan | 24,21 | 11,4    | 4,82  | 6,58  | 22,80 |       |
| 6                                   | 3       | Patrick Deneen      | États-Unis | 23,83 | 11,0    | 4,40  | 6,76  | 22,16 |       |